# Dadophorus von Salamis
Dadophorus von Salamis, angeblich ein spätantiker (5./6. Jahrhundert) Priester und Verfasser liturgischer Texte, ist ein fiktiver Autor, der im Lexikon der antiken christlichen Literatur (LACL) verzeichnet ist. Es handelt sich dabei um einen fingierten Lexikonartikel. Als Autor des fingierten Lexikoneintrages wurde eine Person mit dem sprechenden Namen M. Lampe genannt, die im Mitarbeiterverzeichnis des Lexikons nicht aufgeführt wird.
Angeblich trat Dadophorus, geboren als Sohn eines Kerzenmachers, als Verfasser bedeutender liturgischer Texte und Traktate hervor. Dazu zähle unter anderem eine Schrift über das heidnische Fackelträgerfest Dadophoria, das ebenfalls fiktiv ist. Licht- und Kerzenmetaphorik seien charakteristisch für sein Schaffen. Die von ihm stammende Schrift Laus cerei (wörtlich: Lob der Kerze) habe im Mittelalter große Bekanntheit erlangt.
Dadophoros (Δᾳδοφόρος) bedeutet auf Griechisch „Fackelträger“. Der Ausdruck wurde in der Antike in verschiedenen Zusammenhängen benutzt, unter anderem in Bezug auf Fackelträger des Mithras.

## Einzelnachweis
1. ↑  Fundstellen von „Dadophoros“ in Google Books (abgerufen am 24. März 2009)